# Bazartete (Verwaltungsamt)
| \| \| |
|       |

|  |

Bazartete ist ein osttimoresisches Verwaltungsamt (portugiesisch Posto Administrativo) in der Gemeinde Liquiçá. Sitz der Verwaltung ist Bazartete im Suco Fatumasi.

## Geographie

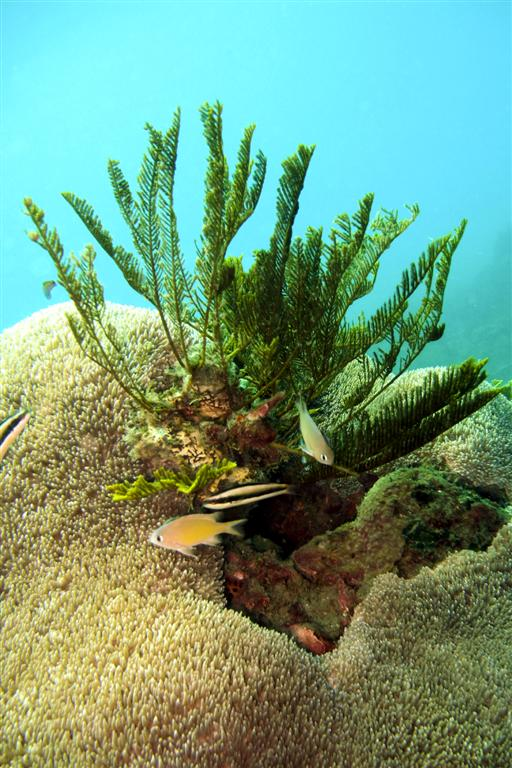
Einfarbige Riffbarsche und längsgestreifte junge Lippfische, Bubble Beach, Lauhata

Bis 2014 wurden die Verwaltungsämter noch als Subdistrikte bezeichnet.
Das Verwaltungsamt Bazartete bildet den Ostteil der Gemeinde Liquiçá. Westlich liegt das Verwaltungsamt Liquiçá. Im Osten grenzt Bazartete an den zur Gemeinde Dili gehörenden Verwaltungsamt Dom Aleixo, im Südosten an den zur Gemeinde Aileu gehörenden Verwaltungsamt Laulara und im Süden an die zur Gemeinde Ermera gehörenden Verwaltungsämter Railaco und Ermera. Im Norden liegt die Straße von Ombai.
Im Osten liegt beim Ponta Açoilo die Bucht von Tibar (Baía de Tibar), mit dem neuen Frachthafen von Dili. In sie mündet der Fluss Rihlu. Weitere Flüsse, die in Bazartete ins Meer fließen sind der Failebo, der Carbutaeloa (der aus dem Zusammenfluss von Nunupupolo und Hatunapa entsteht) und an der Grenze zum Verwaltungsamt Liquiçá Gularkoo. An der Südgrenze fließt der Rio Comoro. Am Bubble Beach im Suco Lauhata, westlich von Inur Pilila, steigen vulkanische Gase aus dem Meeresboden. Das Gebiet ist auch ein beliebtes Tauchgebiet.

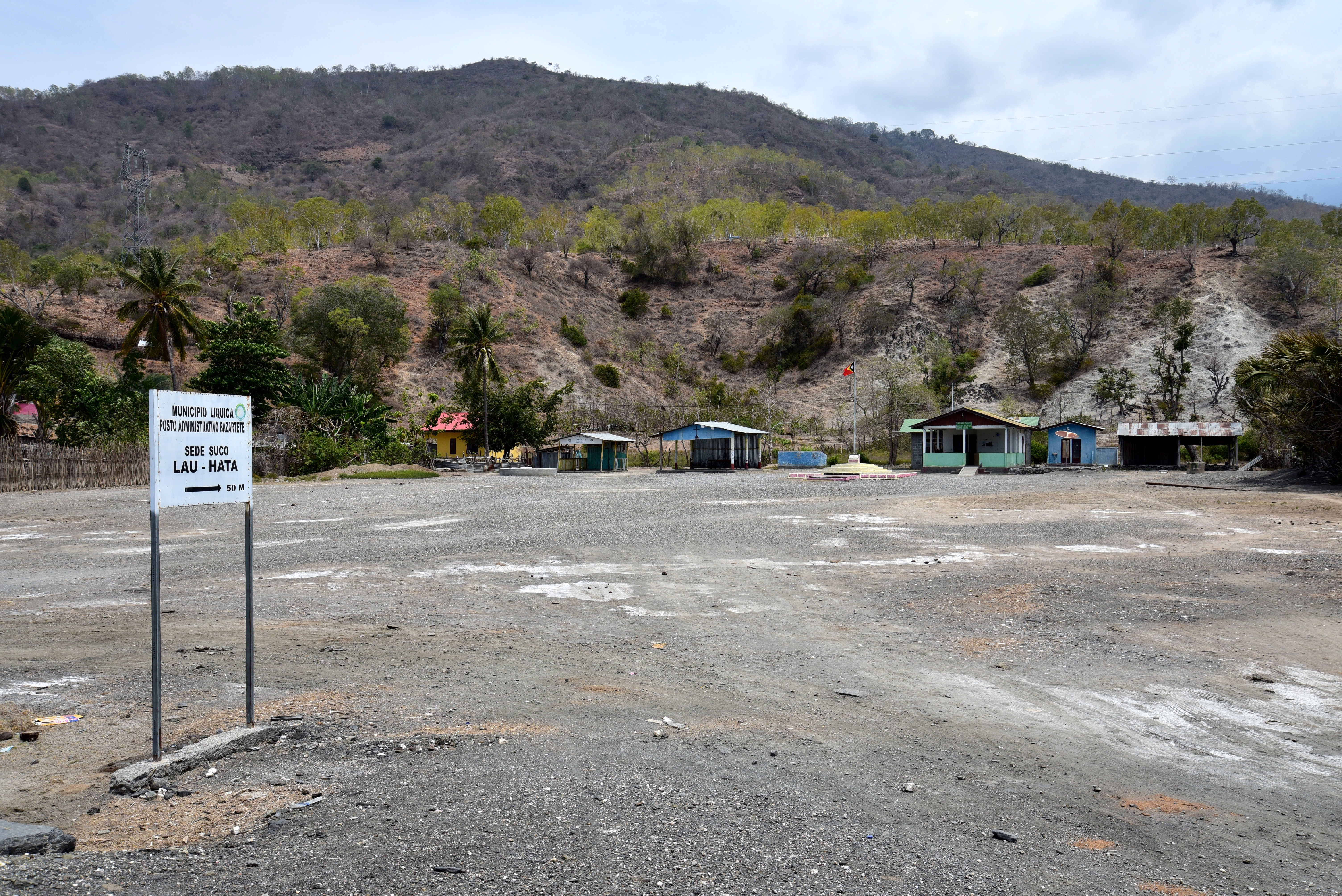
Am Sitz des Sucos Lauhata
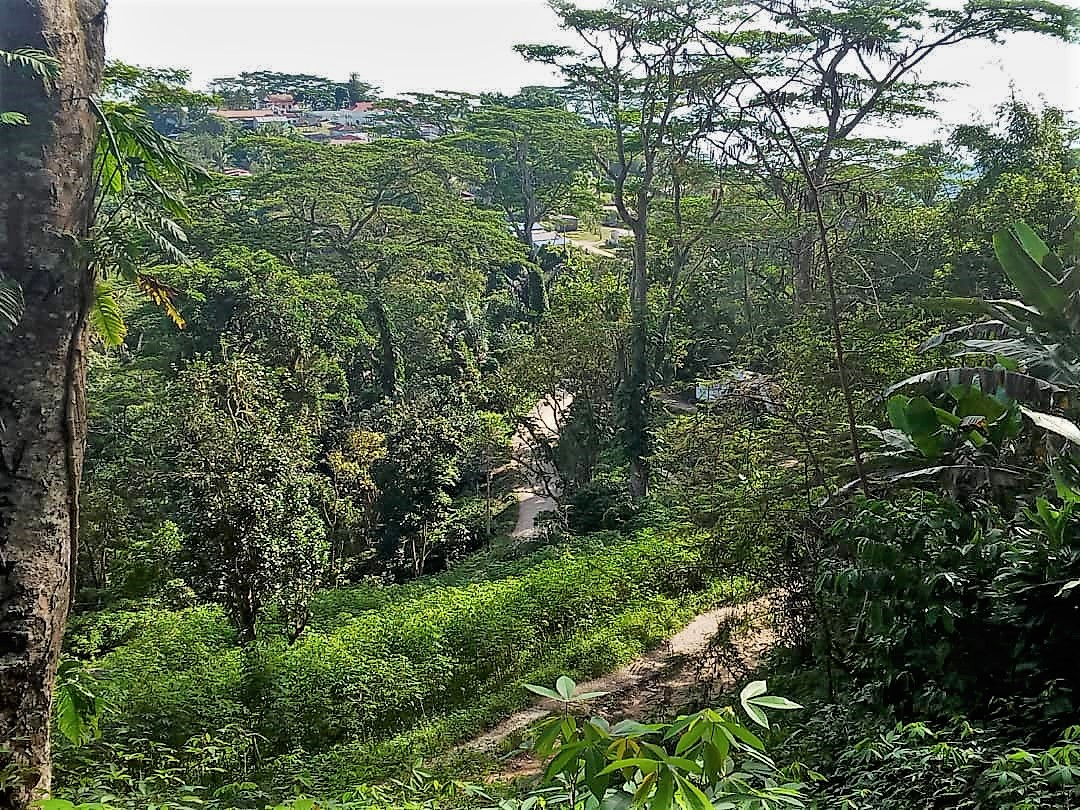
An der Straße von Bazartete nach Leorema
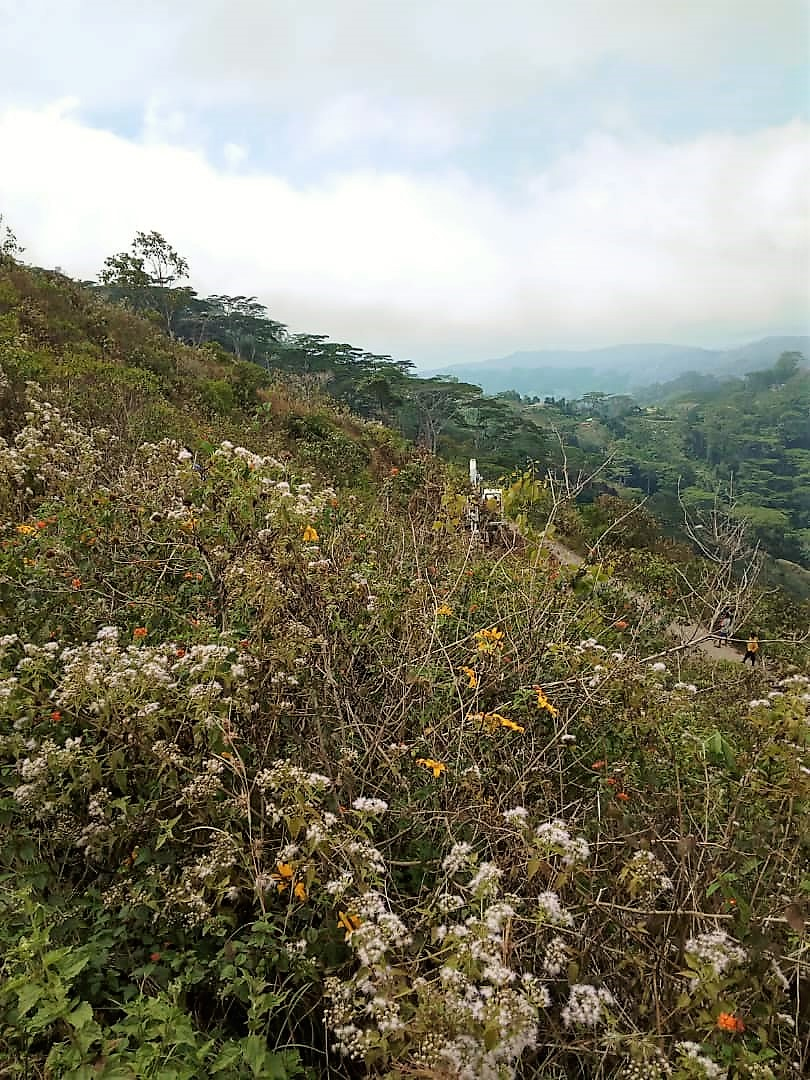
Im Juli 2022
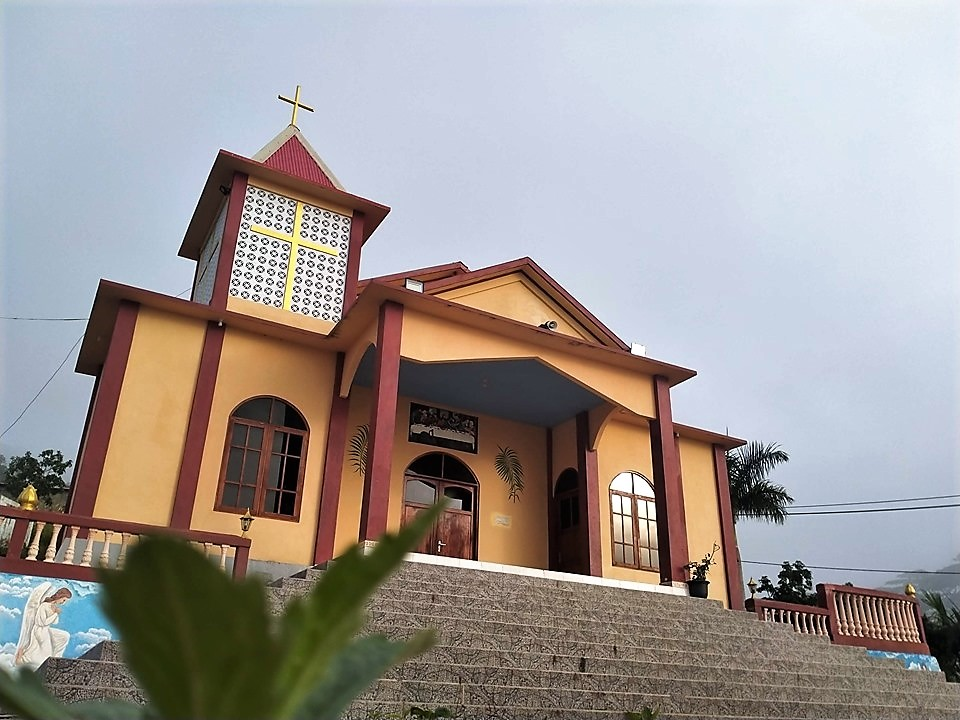
Kirche von Metagou

Bazartete hat eine Fläche von 197,02 km². Sie teilen sich in neun Sucos. Den Osten des Verwaltungsamtes bilden Tibar und Ulmera, im Südwesten liegen Leorema und Fahilebo, im Nordwesten Maumeta, Metagou, Fatumasi und Lauhata und im Norden an der Küste Motaulun. Die Gemeindehauptstadt Vila de Liquiçá reicht im Nordwesten bis nach Bazartete hinein.

Klimadaten
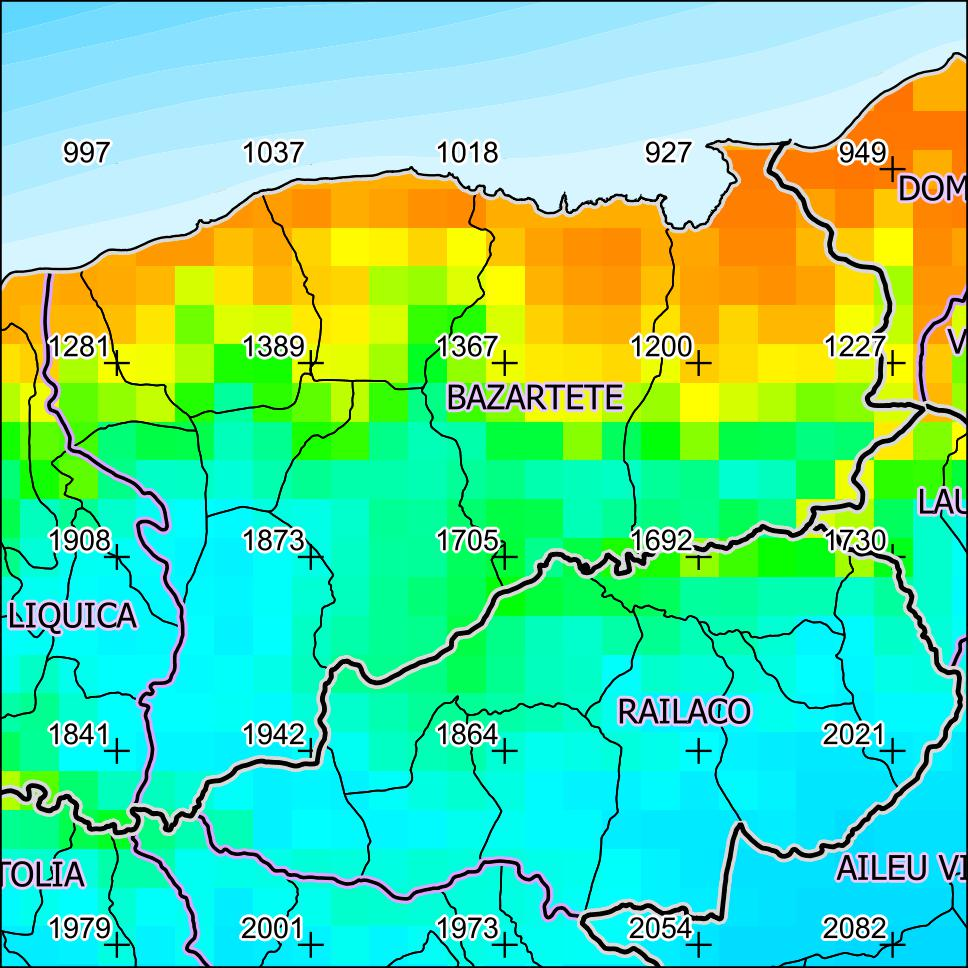
Jährliche Niederschlagsmenge (2000)
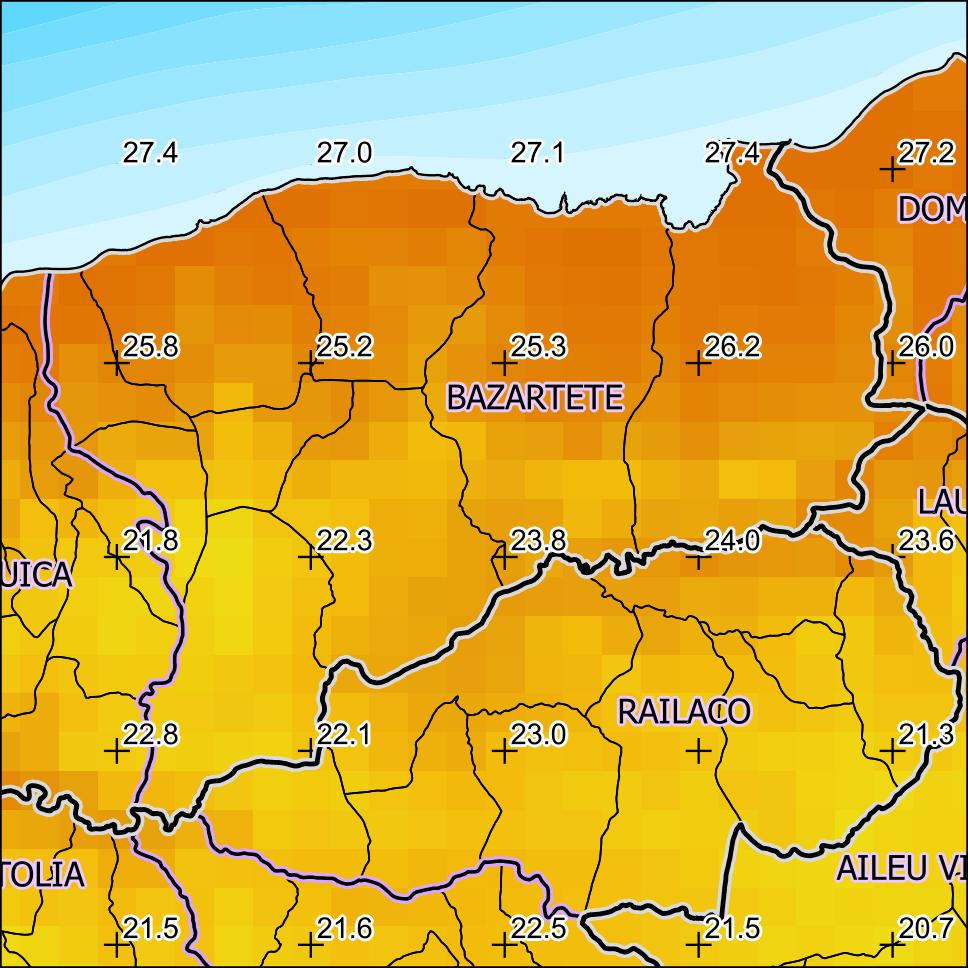
Jahres-durchschnitts-temperatur (2000)

## Einwohner
In Bazartete leben 33.442 Menschen (2022), davon sind 16.959 Männer und 16.483 Frauen. Im Verwaltungsamt gibt es 5.583 Haushalte. Die größte Sprachgruppe bilden die Sprecher der Nationalsprache Mambai. Der Altersdurchschnitt liegt bei 18,1 Jahren (2010, 2004: 16,7 Jahre).

## Geschichte

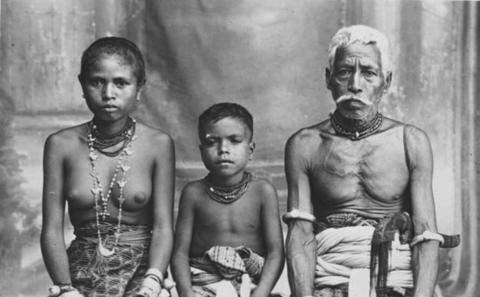
Tokodede aus Bazartete (um 1940)

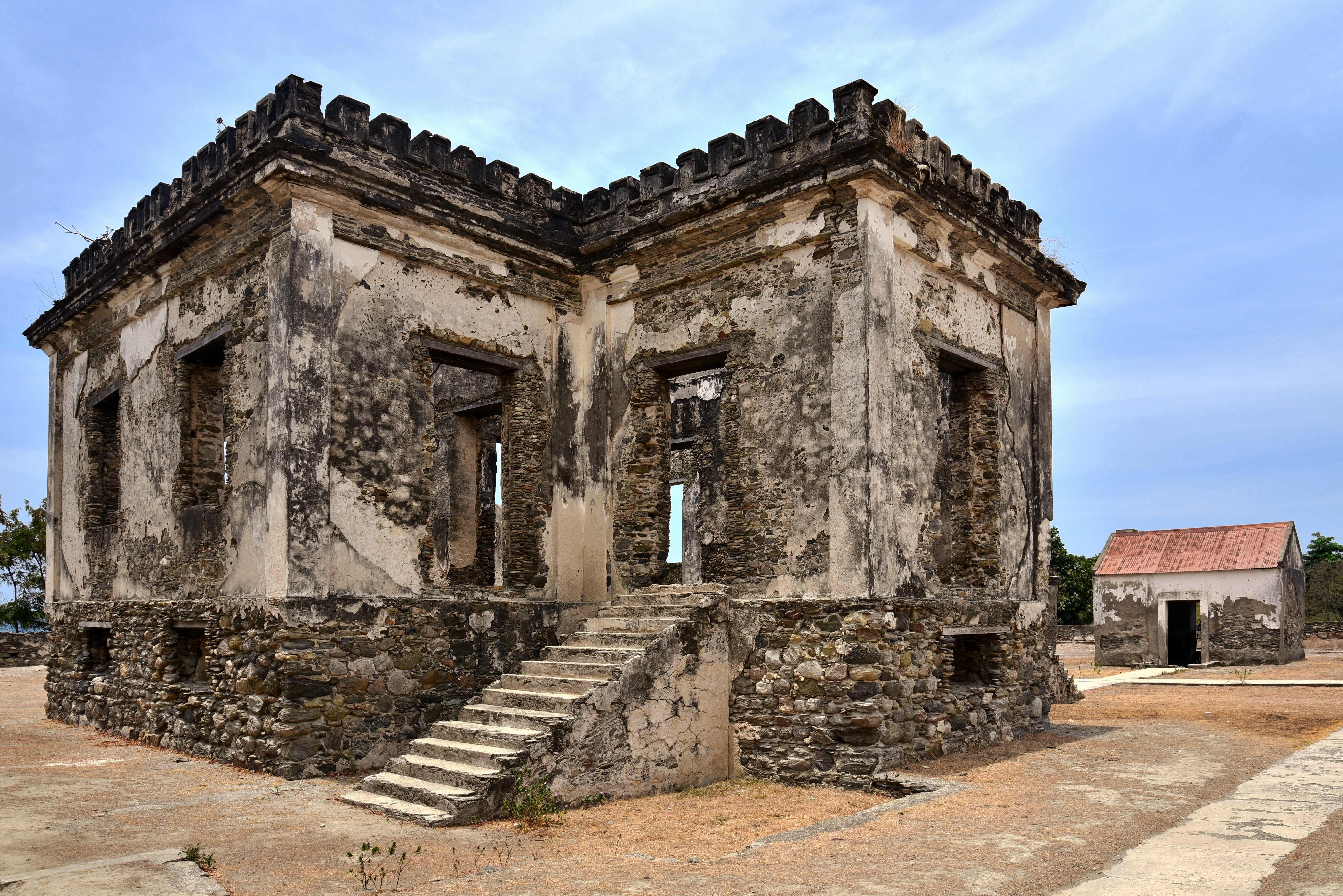
Ai Pelo

Ulmera war eines der traditionellen Reiche Timors, die von einem Liurai regiert wurden. Das von den Tetum dominierte Reich erscheint auf einer Liste von Afonso de Castro, einem ehemaligen Gouverneur von Portugiesisch-Timor, der im Jahre 1868 47 Reiche aufführte.
Im Frühjahr 1861 brach gegen die Zwangsarbeit an öffentlichen Projekten in Ulmera eine der Revolten von 1861 gegen die portugiesische Kolonialherrschaft aus. Gouverneur Afonso de Castro schlug sie im September desselben Jahres nieder. Es wird spekuliert, dass Dom Carlos, der Liurai von Maubara, das Reich von Ulmera zur Rebellion angestachelt hatte. Er hatte sich trotz gutem Zuredens der Niederländer nicht mit den Portugiesen als neue Herren abgefunden.
1863 kam es in Fatumasi zum Aufstand. Bei der Niederschlagung wurden die Portugiesen hier durch den Herrscher von Ermera unterstützt. 1889 wurde in Ai Pelo eine Zollstation errichtet und 29 km westlich von Dili entstand an der Küste im Ort Raucassa (Suco Lauhata) das Gefängnis Ai Pelo, von dem heute nur noch Ruinen erhalten sind. Heute ist es eine touristische Sehenswürdigkeit. Im Gefängnis waren sowohl gewöhnliche Kriminelle, als auch politische Gefangene untergebracht.
Am 7. Dezember 1975 landeten beim Ponta Açoilo schwere Landungsboote der Indonesier. Dies war Teil der Operation Seroja in deren Folge Osttimor besetzt wurde.
Ende 1979 befanden sich in Leorema, Raucassa, Tibar und im Ort Bazartete indonesische Lager für Osttimoresen, die zur besseren Kontrolle von den Besatzern umgesiedelt werden sollten. Die Bevölkerung sank im damaligen Subdistrikt zwischen 1970 und 1980 um 45,8 %, von 16.610 auf 8.997.
Der Subdistrikt Bazartete war 1999 während der Unruhen vor und nach dem Unabhängigkeitsreferendum Schauplatz von Einschüchterungen, Vergewaltigungen und Mord durch Mitglieder der Besi Merah Putih Miliz. Zwei Wochen lang terrorisierte die BMP die Bevölkerung und zwang viele nach Westtimor zu fliehen, beziehungsweise deportierte die Menschen dorthin. In Fatumasi wurden 70 bis 80 % der Gebäude zerstört. Auch in Vila de Liquiçá wurden die meisten Gebäude beschädigt. Am 13. Oktober wurde zur Sicherung eine australische Infanteriekompanie in der menschenleeren Stadt stationiert. Erst nach und nach kehrten die Einwohner zurück.
Am 24. Mai kam es bei Tibar während der Unruhen in Osttimor 2006 zu Gefechten zwischen Mitgliedern der Verteidigungskräfte Osttimors und meuternden Soldaten.

## Politik

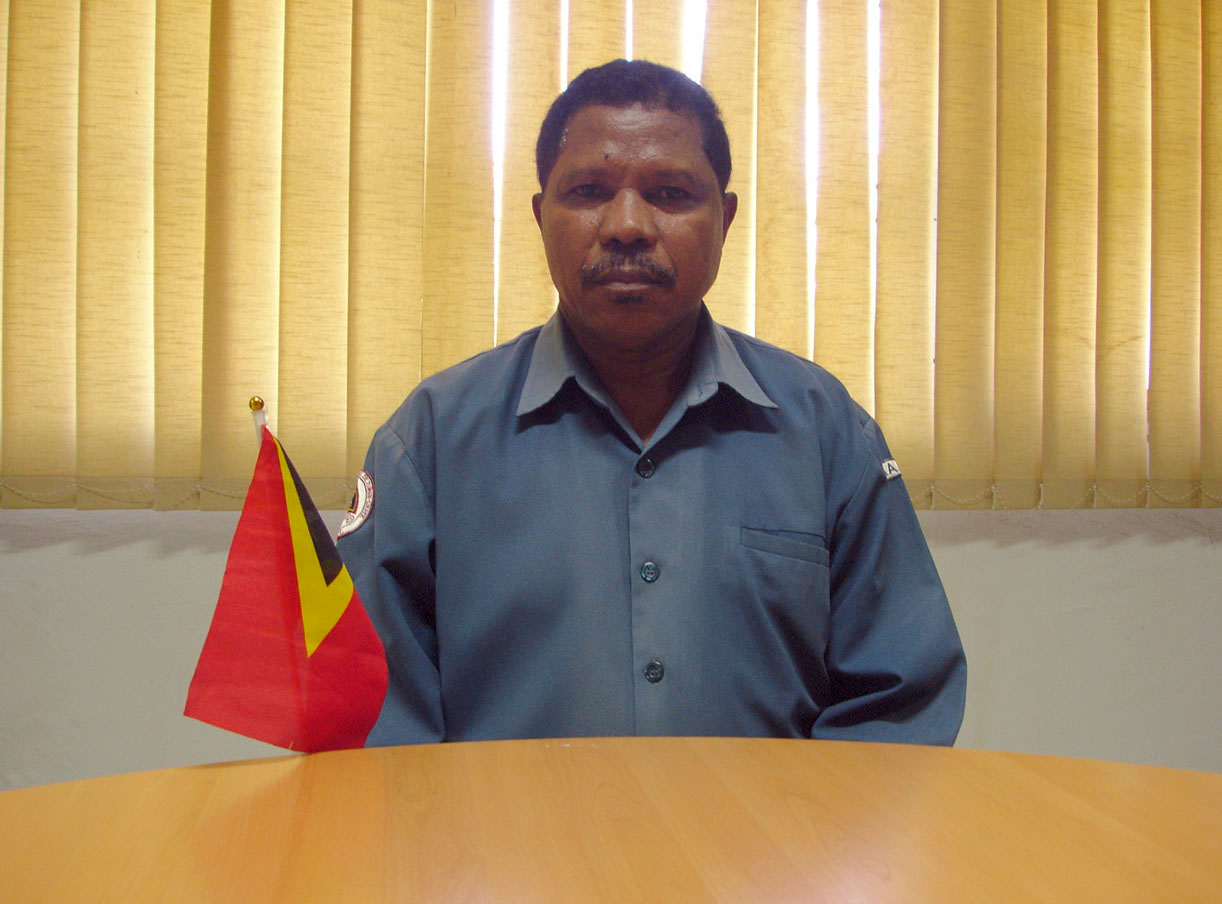
Administrator Augusto Pereira de Araújo (2013)

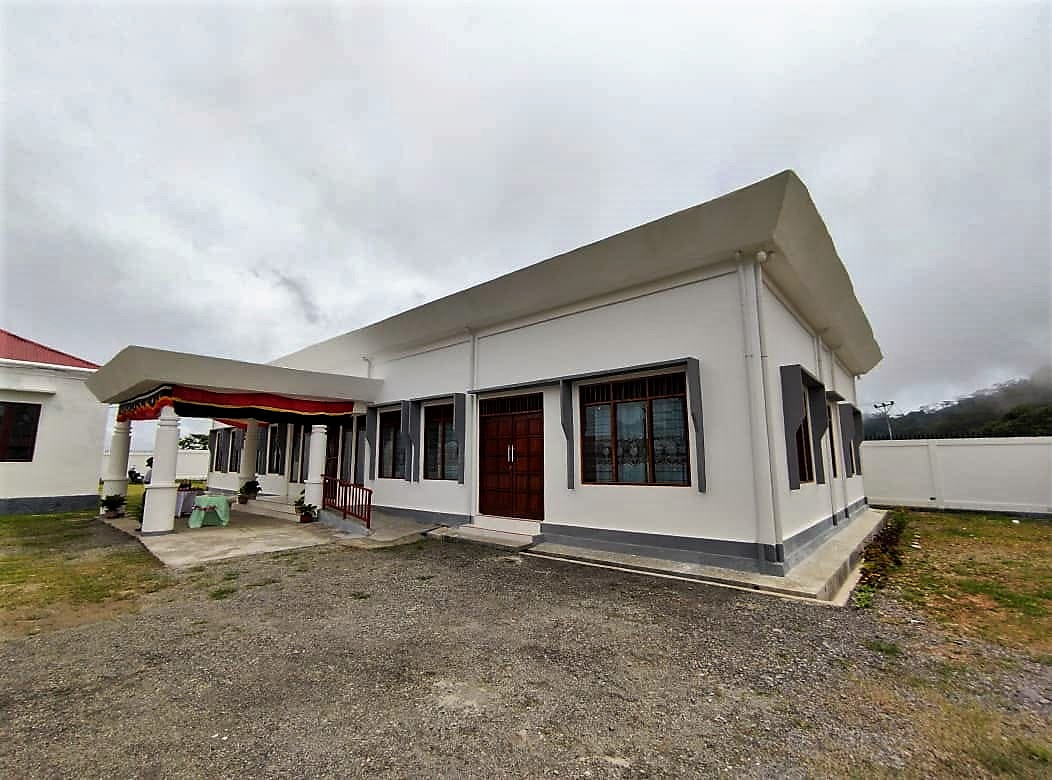
Sitz des Verwaltungsamtes in Bazartete (2022)

Von 1984 bis 1986 war Leoneto Martins Administrator (Camat) der indonesischen Besatzungsmacht. Der letzte von Indonesien eingesetzte Camat war 1999 Tito Baros Jong.
Der Administrator des Verwaltungsamts wird von der Zentralregierung in Dili ernannt. 2015 war dies Augusto Pereira de Araújo, 2016 João de Nascimento Bras und 2024 Miguel dos Santos.

## Wirtschaft

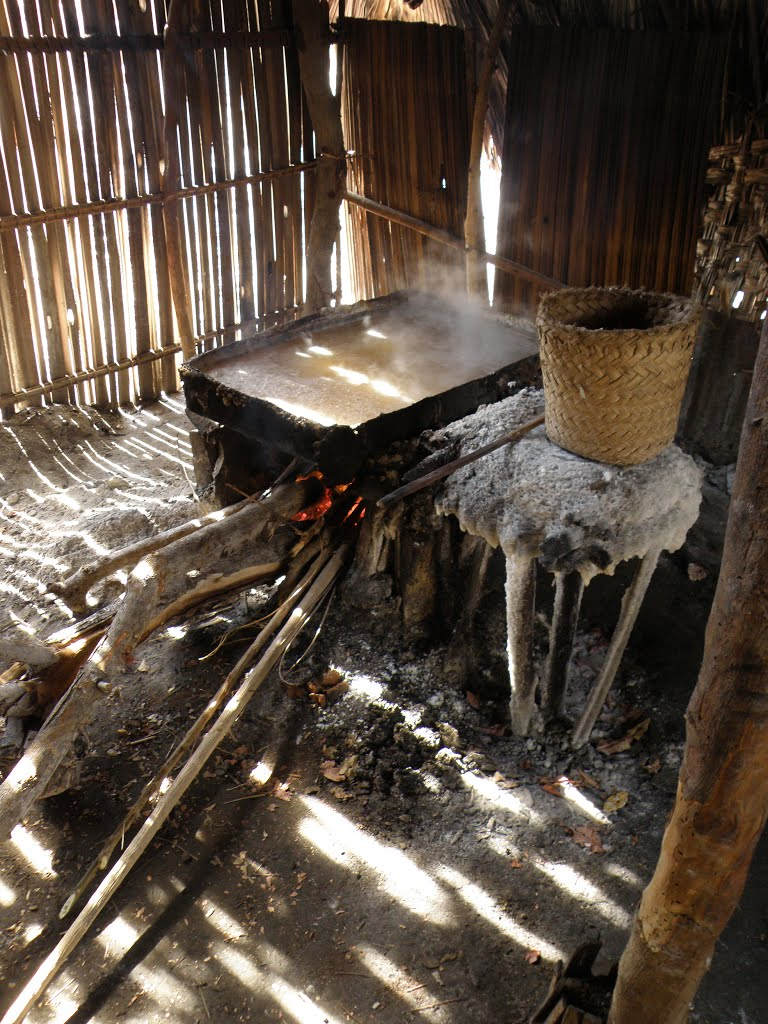
Salzlake wird in Tibar eingekocht.

68 % der Haushalte bauen Mais an, 62 % Maniok, 50 % Kokosnüsse, 48 % Gemüse, 43 % Kaffee und nur 2 % Reis. Nah dem Ort Bazartete gibt es eine Vanilleplantage. In der Bucht von Tibar (Baía de Tibar) ist seit 2022 der neue Frachthafen von Dili in Betrieb. Daneben gibt es hier Fischteiche und Meersalz wird gewonnen.

## Persönlichkeiten
- Pascoela Barreto (* 1946 in Bazartete), Diplomatin
- António da Conceição (* 1964 in Leorema), Politiker
- Brigida Antónia Correia (* 1964 in Bazartete), Politikerin
- Paulino Ribeiro (* 1972), Beamter, Präsident der Gemeindeverwaltung Liquiçá
- Hermenegildo da Cruz (* 1977 in Bazartete), Polizeibeamter

Der Vater des Politikers und Freiheitskämpfers Nicolau dos Reis Lobato stammt aus dem Suco Leorema.